# Frankie Sullivan

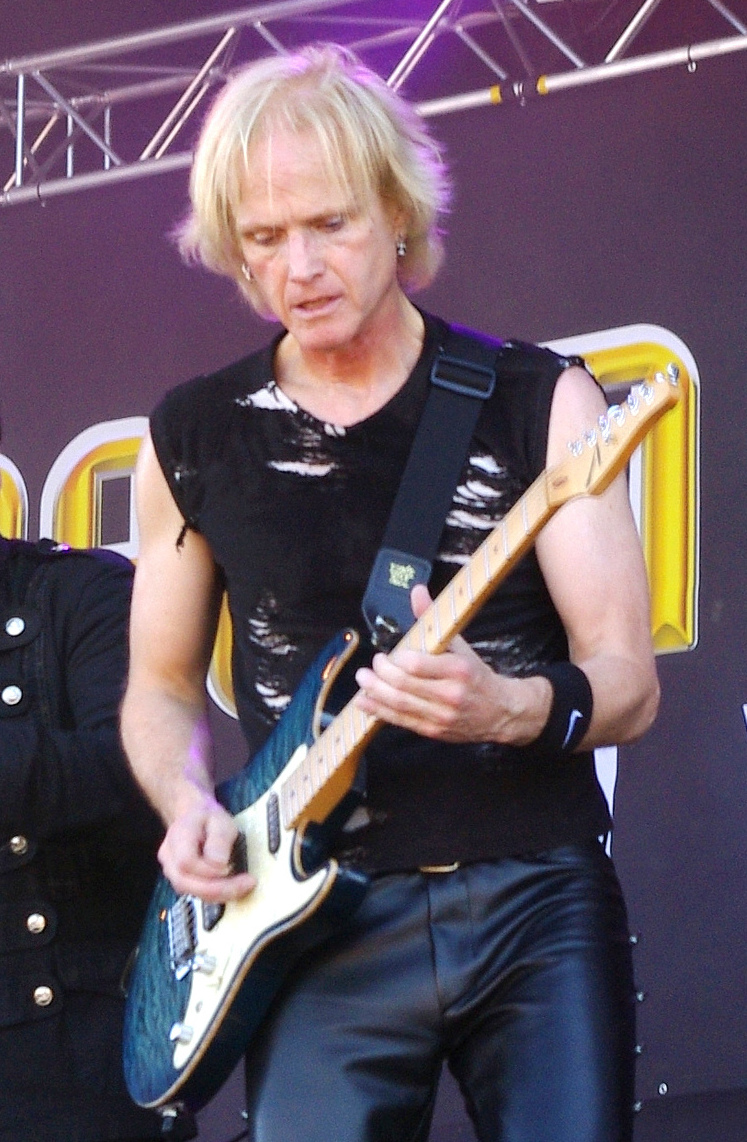
Frankie Sullivan, 2013

Frankie Sullivan (* 1. Februar 1955 in Chicago, Illinois) ist ein US-amerikanischer Gitarrist und Songwriter und neben Jim Peterik das letzte verbliebene Gründungsmitglied der Rockband Survivor.

## Leben
Sullivan gründete zusammen mit Jim Peterik im Winter 1977 die Band Survivor. Nach einigen Umbesetzungen gelang der Band mit dem für den Film Rocky III – Das Auge des Tigers produzierten Titelsong Eye of the Tiger aus der Feder von Sullivan und Peterik 1982 ein internationaler Hit. Die Single war mehrere Wochen lang auf Platz 1 der Billboard Hot 100 und erreichte die Top-Position auch in Großbritannien, Irland, Australien und Deutschland. Für Eye of the Tiger war Sullivan für den Oscar, den Golden Globe Award und den BAFTA Film Award nominiert. Einen weiteren Hit schrieben Sullivan und Peterik mit Burning Heart für Rocky IV – Der Kampf des Jahrhunderts.

## Auszeichnungen
- 1983: Oscar-Nominierung in der Kategorie Bester Song für Eye of the Tiger
- 1983: Golden-Globe-Award-Nominierung in der Kategorie Bester Filmsong für Eye of the Tiger
- 1983: BAFTA-Film-Award-Nominierung in der Kategorie Best Original Song für Eye of the Tiger